# معرة مصرين
معرة مصرين (معرتمصرين) مدينة سورية تتبع لمحافظة ادلب وهي مركز ناحية معرة مصرين
عدد سكان  مدينة معرة مصرين 2024 تجاوز 100000
حسب مكتب المياه في المدينة بسبب تدفق النازحين اليها
ويشكل السكان من الطائفة الشيعية الاثنا عشرية حوالي 20٪ من سكان المدينة وكلهم مهجرين ونازحين من المدينه بسبب الحرب الاهلية الاخيرة 
```
وشاركت معرة مصرين في معركة ردع العدوان بشبابها واطبائها ومشايخها
```

## التسمية
وتعود تسميتها إلى اللغة السريانية حسب ماورد في كتاب «معجم البلدان» لـ«ياقوت الحموي» «والاسم مؤلف من قسمين الأول«معرة» وتعني مغارة و«مصرين» جمعها الأمصار وتعني بالسريانية الأمطار فتصبح «مغارة الأمطار». ورد ذكرا في العديد من المراجع التاريخية ومنها كتاب بغية الطلب في تاريخ حلب لأبن العديم الذي قال فيها:«أن أهلها ذو يسار وأملاك وعندما هاجمهم الفرنجة في الحروب الصليبية دفن أهلها فيها أموال كثيرة وإنها تعرف بذات القصور».
يذكر أن الاسم يكتب بشكل خاطئ في المعاملات والدوائر الرسمية على شكل: معرتمصرين، والتسمية الصحيحة «معرة مصرين» ذكرت في العديد من الكتب والمراجع القديمة مثل الكتب: تاج العروس من جواهر القاموس للمؤلف: محمّد بن محمّد بن عبد الرزّاق الحسيني، تاريخ دمشق لابن عساكر، الكامل في التاريخ لابن الأثير، وبغية الطلب في تاريخ حلب لابن العديم وغيرها.

## لمحة تاريخية
- هناك أكثر من عشرين موقع أثري في مدينة «معرة مصرين» وأهمها الجامع الكبير وهو أعظم جامع في محافظة إدلب حيث تعلو سطحه مجموعة كبيرة من القباب التي ترتكز على أربع أعمدة في حرم المسجد والذي بني عندما دخل «خالد بن الوليد» و«أبو عبيدة بن الجراح» إلى المدينة وجدوا فيها كنيسة مبنية على أنقاض بيعة لليهود فقام «أبو عبيدة» بوضع حجر الأساس وأكمل بنائه «عبادة بن الصامت» الخزرجي الأنصاري.
- ومن الآثار الأخرى مسجد أبناء الخليل«إبراهيم» الذي قدم إلى «معرة مصرين» مهاجراً من مدينة«الرها» المعروفة أيضا باسم «اورفا» وتزوج عذراء منها وأنجبت له ثلاث أولاد ذكور فماتوا جميعا قبل سن البلوغ وبنا عليهم مسجد في الجهة الشرقية من المدينة يدعى حتى الوقت الحاضر مسجد أولاد الخليل بالقرب من التل المسمى تل الخليل، والتي تقول الحكاية أن إبراهيم الخليل وأولاده سكنوا هنا ولمّا رحل الخليل إلى فلسطين ترك بعض أولاده هنا، إضافة إلى «مزار الخضر» مقام الخضر عليه السلام في طرفها الشمالي/الغربي ومقام «الملك الصالح» وهو أحمد بن الملك الظاهر غازي ابن السلطان صلاح الدين والذي يقع في الجهة الشمالية من المدينة.
- تعتبر «معرة مصرين» من أقدم المدن في الشمال السوري وهي تعود إلى عصور ما قبل التاريخ حيث يزيد عمرها عن الخمسة آلاف عام وزادت أهميتها في العهد الإسلامي الأول. فتحها أبو عبيدة أبن الجراح زمن الخليفة «عمر بن الخطاب» عام (17)هجري بعد أن فتح حلب توجه إلى «معرة مصرين» ونزل في طرفها الغربي وركز الراية ونصبت له خيمة ولخالد بن الوليد خيمة وسميت هذه المنطقة «بالدوسة» وحصلت يومها مناوشة بين الروم والصحابة وقتل من الروم خمسة ومن الصحابة اثنين هم من الأنصار فرقة الخزرج ودفنوا في هذا المكان ويعرف حتى هذا اليوم «بالمغازين» بين الأشجار غربي المدينة ويزوره الناس للتبرك وشفاء المرض على حد زعمهم.
- ان معرة مصرين كانت تسمى «العواصم» بسبب دورها الكبير في رد هجمات الروم زمن الدولة العباسية كما أنها كانت مصيف لولاة حلب ومنهم «سيف الدولة الحمداني» حيث كان له بستان في جنوب البلدة وكان يأتي إليه للاصطياف والاستجمام فيه.
- معرة مصرين مدينة حديثة قائمة على أنقاض مدينة قديمة وظهر ذالك واضح عند عمليات البناء ففي كل أثاث مبنى يوجد عدد كبير من الكهوف والمغارات التي تدل على قدم هذه المدينة كما أنها تحتوي على العديد من الخزانات الرومانية والتي تعتبر من أكبر الخزانات في العالم ومنها الخزان الذي يسمى حالياً «المصنع» وهو خزان أرضي طوله (40) م وعرضه (15) م وارتفاعه (15) م وهو مبني من الحجارة ويوجد في مواد بنائه وأرضه من مادة الزئبق، والذي كان يسقي أغلب سكانها من ماء المطر المخزون داخله حتى عهد الستينات كما كان متنزّهاً لصبايا البلدة اللواتي ينقلن الماء منه طيلة النهار فإذا كان الأصيل جاؤوا بجرارهم ثمّ جلسوا يتبادلون الحديث ويأكلون الفواكه والمكسّرات قبل العودة بجرة الماء الأخيرة.
- وتتردد الإشارات التاريخية حول معرة مصرين القديمة فقد ذّكر أنّها كانت مصيفاً لأمراء حلب وعليّة القوم أيام الدولة الحمدانية، وفي أيام الحروب الصليبيّة عانت كثيراً من عدم الاستقرار بسبب الحروب فقد وقعت بأيدي الصليبيين أكثر من مرة وقد سكنها الحشيشيون أيام القائد صلاح الدين الأيوبي ولمّا انتصر عليهم قتل منهم مقتلة عظيمة.
- ويذكر الباحث التاريخي عبد الرزاق قاضي بأنها كانت مملكة ولها مصكوكات معدنية وفيها نظام ريّ متطوّر يعتمد على الأقنية وقد ذكرها ياقوت الحموي في معجم البلدان على أنّها كورة من أعمال حلب تشتهر بإنتاج الثمار وهواؤها عليل.
- ومعرة مصرين مدينة يستطيع المرء تلمّس آثار الحضارة في مرافقها وشوارعها وخدماتها بينما لاتزال تحتفظ بروح القرية في ألفة أهلها وعلاقاتهم الاجتماعية حيث تجدهم جميعاً في السرّاء والضراء ولن يجد المرء كبير عناء في اكتشاف ذلك، وفيها سوق كبير يسمّى (البازار) في يوم الجمعة من أهم أسواق المنطقة حيث يضم كلّ ما يخطر بالبال من أنشطة اقتصادية وهو مكتظّ دائماً بالمتسوّقين.

## الجامع الكبير

### الجامع الكبير في «معرة مصرين» جسر يربط حاضر المدينة بماضيها
- كغيرها من البلدات والمدن في محافظة «إدلب» تذخر بمعالم جعلت منها بلدة من أكثر البلدان تعلق بالحضارة العربية والرومانية من خلال أوابدها التي تعتبر جسر يربط الماضي بالحاضر ومن هذه المعالم الأثرية الجامع الكبير الذي يعتبر من أعظم الجوامع في المحافظة من حيث المساحة والترتيب وطريقة البناء.
- كان هذا المسجد قبل الفتح الإسلامي في «معرة مصرين» «بيعة لليهود» وعند دخول الرومان إلى المنطقة تحول إلى «كنيسة» وفي عهد الدولة الإسلامية في خلافة «عمر بن الخطاب» عام 17 للهجرة جاء المسلمون إلى بلاد الشام فاتحين بقيادة «أبو عبيدة بن الجراح» و«خالد بن الوليد» ولما دخلوا «معر ة مصرين» وجدوا كنيسة مبنية على أنقاض بيعة كبيرة فأخذوا قطعة منها وبنواعليها مسجداً عظيماً وكان الواضع لحجر الأساس «أبو عبيدة بن الجراح» وقام ببنائه الصحابي «عبادة بن الصامت».
- يتألف المسجد من حرم واسع يعلو سطحه مجموعة كبيرة من القباب، والواحدة منها ترتكز على أربعة أعمدة ضخمة في داخل الحرم فتشكل مجموعة كبيرة من الأعمدة والأقواس إضافة إلى باحة سماوية يحيط بها من جميع الاتجاهات رواقات مقوسة بنيت بطريقة غاية في الجمال ويوجد فيها العديد من آبار الماء الرومانية أو ما تسمى بآبار الجمع التي تُجمع فيها الماء في فصل الشتاء ليصار إلى استخدامها في باقي أيام السنة وهي من أكبر الآبار مساحة في المنطقة كما تعلو سطحه مئذنة مربعة الشكل بنيت من الحجارة بطريقة بديعة كما أنه يوجد في المسجد حجر عليه كتابات يغلب عليها الطابع العثماني وهذا ما يدل على أنه تم ترميم الجامع في عهد الدولة العثمانية.
- خضع الجامع إلى العديد من عمليات الترميم وكان آخرها إعادة بنائه أثناء الاحتلال الفرنسي لسورية حيث قصف المسجد بالمدافع وتهدم قسم كبير منه وتمت عملية ترميمه وإعادة بناء القسم المهدم وكذلك تم ترميم المنبر والمحراب في الفترة الأخيرة ولا زال المسجد يحتفظ بمكانته الدينية والأثرية حتى الوقت الحاضر وهو الجسر الذي يربط حاضر المدينة بماضيها إلى جانب العديد من المواقع الأثرية الأخرى.
- من الآثار الباقية في الجامع الكبير لوحة جدارية فيها قصيدة شعر بالخط التركي القديم تشير إلى التجديد في أيام أحد الولاة العثمانيين.
- وقد جُدّد في القرن الماضي مرتين أزيل فيهما المنبر الخشبي الذي يعود تاريخه إلى 270 سنة هجرية وقد وثّق أحد الشعراء ذلك ببيت من الشعر على حساب الجمل الكبير بقوله: «فحاء الحلم زده ثمّ أرّخ لمحي الشرع دارٌ في الجنان».